# Chris Fairclough
Courtney „Chris“ Huw Fairclough (* 12. April 1964 in Nottingham) ist ein ehemaliger englischer Fußballspieler. Der Abwehrspieler gewann 1991/92 mit Leeds United die englische Meisterschaft.

## Sportlicher Werdegang

### Nottingham Forest (1981–1987)
Chris Fairclough startete seine Spielerlaufbahn 1981 bei seinem Heimatverein Nottingham Forest. Forest hatte in den Jahren zuvor unter Trainer Brian Clough die erfolgreichste Zeit der Vereinsgeschichte erlebt. Nach der Meisterschaft in der Saison 1977/78, folgten 1979 und 1980 zwei Titel im Europapokal der Landesmeister. Sein Debüt feierte er am 2. Dezember 1981 im Ligapokal gegen die Tranmere Rovers. In der Liga blieb er ohne Einsatz. In der Saison 1982/83 schaffte er auch in der Meisterschaft den Durchbruch und kam zu 15 Einsätzen. Gemeinsam mit etablierten Spielern wie Viv Anderson, Steve Hodge, John Robertson und Hans van Breukelen erreichte er einen fünften Tabellenplatz und qualifizierte sich damit für den UEFA-Pokal 1983/84. Das Folgejahr sollte das erfolgreichste Jahr für Fairclough in seiner Zeit bei Forest werden. In der Football League First Division 1983/84 stand am Saisonende ein dritter Platz hinter dem Meister FC Liverpool und dem Vize FC Southampton zu Buche. Im UEFA-Pokal scheiterte die Mannschaft aus Nottingham erst im Viertelfinale nach dubiosen Schiedsrichterentscheidungen knapp am belgischen Vertreter RSC Anderlecht. Fairclough kam auf 31 Ligaeinsätze und zudem zu sieben internationale Einsätzen. Der Auftritt im UEFA-Pokal 1984/85 war nicht von Dauer, Forest scheiterte bereits in der ersten Runde am FC Brügge und auch in der Liga erreichte der Verein lediglich einen neunten Platz. In der Saison 1986/87 absolvierte er noch einmal 27 Ligaspiele, entschied sich jedoch anschließend zu einem Vereinswechsel.

### Tottenham Hotspur (1987–1989)
Im Juni 1987 wechselte Fairclough für £387.000 zu Tottenham Hotspur. Tottenham hatte im Jahr zuvor den Titel im FA Cup durch eine Finalniederlage gegen Coventry City nur knapp verpasst und zudem den dritten Platz in der Meisterschaft belegt. Dieses Niveau konnte die Mannschaft um Clive Allen, Chris Waddle und Osvaldo Ardiles jedoch nicht halten und belegte 1987/88 einen enttäuschenden dreizehnten Tabellenplatz. Terry Venables hatte zu Saisonbeginn David Pleat als Trainer abgelöst und damit keinen guten Einstand gefeiert. In der Spielzeit 1988/89 erreichte das Team den sechsten Platz. Fairclough verpasste aufgrund einer Verletzung einige Spiele und wechselte im März 1989 auf Leihbasis zu Leeds United.

### Leeds United (1989–1995)
Nach Ablauf der Leihfrist verpflichtete Leeds ihn zu Saisonbeginn 1989/90 für £500,000 von Tottenham. Unter Trainer Howard Wilkinson gelang der Mannschaft, die seit 1982 in der zweiten Liga spielte, der Aufstieg in die First Division. Dort knüpfte die Mannschaft an die Leistungen der Vorsaison an und spielte sich auf den vierten Platz in der Football League First Division 1990/91. Eine Steigerung erfuhr die Mannschaft um Fairclough, Gary McAllister, Gordon Strachan, Steve Hodge und Éric Cantona in der Saison 1991/92 mit dem Gewinn der englischen Meisterschaft. Dies war Leeds zuletzt vor 18 Jahren gelungen. Chris Fairclough blieb dem Verein auch nach Einführung der Premier League erhalten, dort konnte die Mannschaft die Doppelbelastung durch internationale Spiele jedoch schlecht verarbeiten und erreichte nur Tabellenplatz 17. In der ebenfalls neu unter diesem Namen laufenden UEFA Champions League 1992/93 scheiterte die Mannschaft nach dem Erstrundenerfolg mit Wiederholungsspiel über den VfB Stuttgart (Christoph Daum hatte im Rückspiel vier Ausländer eingesetzt), in der zweiten Runde an den Glasgow Rangers und verpasste damit die Gruppenphase. Nach zwei fünften Plätzen in der Premier League 1993/94 und 1994/95 wechselte Chris Fairclough 1995 zu den Bolton Wanderers.

### Bolton Wanderers (1995–1998)
Durch die große Konkurrenz in seiner alten Mannschaft war sein Stammplatz stark gefährdet gewesen und so zog er einen Wechsel zum weniger ambitionierten Verein aus Bolton vor. Die Ablösesumme betrug erneut £500.000. Der Verein war im Jahr zuvor unter Bruce Rioch in die Premier League aufgestiegen. Rioch wechselte anschließend zum FC Arsenal, seine Nachfolge übernahm Roy McFarland. Nach einem schlechten Saisonverlauf übernahm im Januar 1996 Colin Todd das Traineramt, mit dem Fairclough zwei Jahre gemeinsam bei Nottingham Forest gespielt hatte. Auch Todd gelang es nicht die Mannschaft von den Abstiegsplätzen zu führen und so stieg Bolton am Saisonende als Letzter in die zweite Liga ab. Der Aufenthalt in der Zweitklassigkeit war jedoch nicht von Dauer, die Mannschaft schaffte vielmehr nach einer ausgezeichneten Saison als Tabellenerster souverän den direkten Wiederaufstieg. Nachdem Chris Fairclough damit der zweite Aufstieg in die erste Liga gelungen war, blieb es ihm in der Premier League 1997/98 nicht erspart zum zweiten Mal mit seiner Mannschaft abzusteigen. Mit bereits 34 Jahren kehrte er anschließend in seine Heimatstadt Nottingham zurück, diesmal jedoch zum im Vergleich zu Nottingham Forest weniger erfolgreichen Verein Notts County. Nach einem nur kurzfristigen Aufenthalt in der dritten Liga wechselte er 1999 ein letztes Mal den Verein und ging zum unterklassigen Verein York City. Dort beendete er 2001 seine Spielerlaufbahn.

## Nach der Spielerlaufbahn
Chris Fairclough blieb dem Fußball auch nach Beendigung seiner aktiven Zeit treu und ist aktuell für seinen früheren Verein Nottingham Forest als Co-Trainer der zweiten Mannschaft aktiv, nachdem er zunächst als Jugendtrainer im Verein tätig war.

## Titel
- Englischer Meister: 1992 (mit Leeds United)